# ليو (لاعب كرة قدم)
ليو (بالبرتغالية: Leonardo da Silva Vieira‏) (22 سبتمبر 1990 في البرازيل - ) هو لاعب كرة قدم برازيلي في مركز حراسة المرمى. شارك مع منتخب البرازيل تحت 17 سنة لكرة القدم. أما مع النوادي، فقد لعب مع نادي ساو باولو وأتلتيكو لينينسي.

## وصلات خارجية
- ليو على موقع قاعدة بيانات كرة القدم.إي يو (الإنجليزية)
- ليو على موقع Soccerway.com (الإنجليزية)
- ليو على موقع AS.com (الإسبانية)